# Maape
Maape è un villaggio del Botswana situato nel distretto Centrale, sottodistretto di Mahalapye. Il villaggio, secondo il censimento del 2011, conta 1.319 abitanti.

## Località
Nel territorio del villaggio sono presenti le seguenti 4 località:
- Kopung di 6 abitanti,
- Majwaneng di 6 abitanti,
- Moamokeme,
- Mokotong di 6 abitanti